# 좁은머리가는주머니쥐
좁은머리가는주머니쥐(Marmosops cracens)는 남아메리카에 사는 주머니쥐의 일종이다. 베네수엘라의 토착종이다.